# Club Deportivo Elemental Sinfín Balonmano
Club Deportivo Elemental Sinfín Balonmano ist ein spanischer Handballverein aus Santander. Das erste Männerteam tritt in der höchsten spanischen Liga, der Liga Asobal, an.
Aus Sponsoringgründen spielt die erste Mannschaft der Männer des Vereins unter dem Namen Blendio Sinfín. Zuvor spielte man bis 2022 als Unicaja Banco Sinfín, von 2019 bis 2021 als Liberbank Cantabria Sinfín, 2018/19 als DS Blendio Sinfin und 2015/16 als Go Fit Sinfín.

## Geschichte
Der Verein wurde am 14. April 2004 gegründet. Das Männerteam startete mit dem vom SDC Astillero übernommenen Spielrecht in der Primera División Nacional, der dritten spanischen Liga. 2008 gelang der Aufstieg in die División de Honor Plata, 2015 in die Liga Asobal. Aus Spaniens höchster Liga stieg der Verein im Jahr 2017 wieder ab, jedoch gelang ihm nach nur einer Spielzeit in der División de Honor erneut der Aufstieg. Seit dem Jahr 2018 war der Verein durchgehend in der Liga Asobal vertreten. Am 25. Spieltag der Saison 2023/2024 stand das Team vorzeitig als Absteiger fest.
In der Copa Asobal 2020 zog die Mannschaft ins Finale ein, das man gegen Barça verlor.

## Name
Der Name Sinfín (deutsch: endlos) stammt von dem in den 1950er und 1960er Jahren aktiven Handballverein Club Manufacturas Sin Fin aus Santander. Der Sponsoringname Blendio stammt von einem Autohändler.

## Halle
Die ersten vier Spielzeiten war der Pabellón de Numancia Heimspielstätte, seitdem tritt das Team zu Hause im Pabellón Municipal de La Albericia an, in dem zuvor auch der CB Cantabria Santander gespielt hatte.

## Spieler
Bekannte Spieler waren Ander Torriko, Wladyslaw Ostrouschko, Francisco Castro und Carlos Molina.

## Trainer
In der Saison 2022/23 ist Rubén Garabaya Trainer.
Bis zum Ende der Spielzeit 2021/22 trainierte Victor Montesinos das Team in der Liga Asobal. Zuvor hatte Rodrigo Reñone die Mannschaft trainiert.